# Sabine Fache

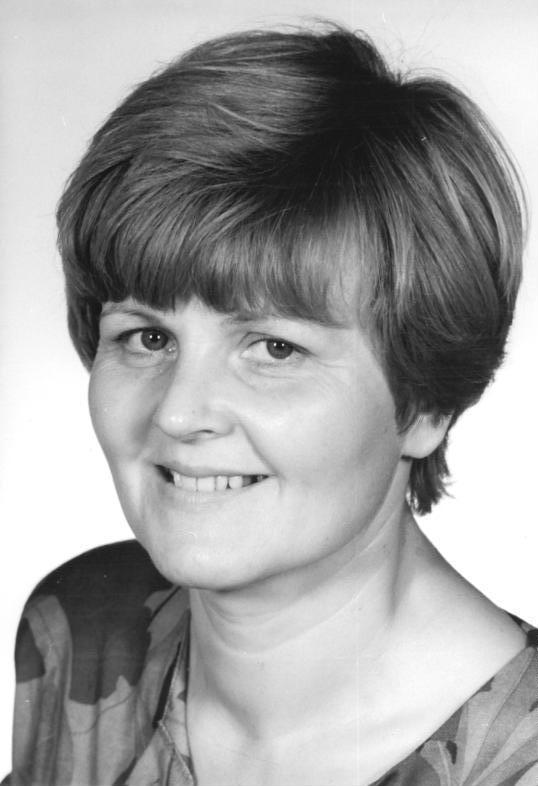
Sabine Fache, 1990

Sabine Fache (* 17. März 1946 in Untermolbitz) ist eine deutsche Politikerin (Die Linke). Sie war 1990 Mitglied des Deutschen Bundestages.

## Leben
Sabine Fache wurde am 17. März 1946 als Tochter eines Arbeiters in Untermolbitz geboren. Nach dem Abitur 1964 in Altenburg studierte sie Lehramt an der Wilhelm-Pieck-Universität Rostock und der Pädagogischen Hochschule Potsdam und schloss mit Staatsexamen ab. Danach arbeitete sie an der Friedrich-Engels-POS in Altenburg als Lehrerin für Chemie und Biologie. Von September 1979 bis Januar 1990 war sie Schuldirektorin, ab März 1990 für die PDS Mitglied in der freigewählten Volkskammer der DDR und dann des Bundestags. Bis März 1991 war sie vom Schulamt freigestellt. Ab April 1991 arbeitete sie als Fachlehrerin (Biologie, Chemie, Sozialkunde, Naturwissenschaft) an einer Realschule in Treben, später in Altenburg, bis sie 2006 in den Ruhestand ging.
Fache ist geschieden und hat zwei Kinder.

## Politik
Fache trat 1973 der SED bei. 1990 wurde sie im Wahlkreis Leipzig für die PDS in die Volkskammer gewählt. Nach der Deutschen Wiedervereinigung gehörte sie anschließend bis Dezember 1990 dem Bundestag an. 1992/93 gehörte sie dem PDS-Bundesvorstand an. Zwischen 1993 und 1995 war sie stellvertretende Landesvorsitzende des PDS-Landesvorstandes in Thüringen und bis 1998 im Landesvorstand. Von 1994 bis 2019 war sie für die PDS (später Die Linke) Mitglied im Kreistag Altenburger Land, von 1999 bis 2004 Mitglied des Stadtrates Altenburg.